# Cashan
Cashan o Kashan (del idioma quechua kasha espina o espina dorsal -n un sufijo) o Punta Tijeras es una montaña en la Cordillera Blanca en los Andes de Perú, aproximadamente de 5716 metros (18 753 pies) de altura.
Está localizado en los distritos de Huaraz y Olleros de la provincia de Huaraz en el Departamento de Ancash. Cashan se ubica al sudeste de la ciudad de Huaraz, al sudoeste de Huantsán, al oeste de Uruashraju y al noreste de Shacsha.